# Nazionale di slittino della Germania Est
La nazionale di slittino della Germania Est è stata la rappresentativa nazionale della Germania Est in tutte le manifestazioni dello slittino, dalle Olimpiadi ai mondiali, passando per gli europei e la Coppa del Mondo.
Raggruppava tutti gli slittinisti di nazionalità tedesca orientale selezionati dagli appositi organi ed era posta sotto l'egida della Deutsche Schlitten- und Bobsportverband (DSBV); erano inoltre previste squadre giovanili, che prendevano parte ai mondiali juniores, alle Coppe del Mondo juniores, nonché a tutte le altre manifestazioni internazionali di categoria.

## Storia

### La divisione della Germania e gli anni '50
Dopo la conclusione della seconda guerra mondiale, la Germania fu suddivisa in quattro zone di occupazione, ognuna sotto il controllo delle quattro potenze vincitrici. Nonostante l'intento iniziale fosse quello di governare insieme una Germania unitaria, a causa delle tensioni dovute alla guerra fredda le zone poste sotto il dominio francese, britannico e statunitense costituirono nel 1949 la Repubblica Federale tedesca mentre la zona di occupazione sovietica divenne nello stesso anno la Repubblica Democratica tedesca. Di conseguenza durante il periodo in cui la Germania si presentò divisa in due differenti Stati cessò di esistere anche la nazionale tedesca, ma dalle sue ceneri nacquero due distinte nazionali: quella della Germania Est e quella della Germania Ovest.
Durante tutti gli anni '50 gli slittinisti della DDR presero parte sporadicamente alle manifestazioni internazionali, non partecipando ad alcuna edizione dei campionati europei mentre nelle rassegne iridate fecero il loro esordio a Davos 1957, cogliendo quali migliori risultati il sesto posto di Freia Aschermann nel singolo femminile, l'undicesimo di Werner Hettstedt e Herbert Schneider nel doppio ed il ventisettesimo di Walter Feist, già vincitore di medaglie per la Germania unita prima del conflitto bellico, nel singolo maschile.

### Gli anni '60 e gli scandali sportivi
Per assistere ai primi importanti risultati ottenuti dai rappresentanti della nazionale tedesca orientale si dovette attendere l'edizione dei campionati mondiali di Krynica-Zdrój 1962, dove Ilse Geisler vinse la medaglia d'oro nell'individuale femminile e Thomas Köhler e Jochen Asche finirono rispettivamente al primo ed al terzo posto nel singolo uomini; da quel momento in poi la Germania Est instaurò un vero e proprio dominio nella disciplina dello slittino, basti pensare che da quella stessa rassegna iridata e per le successive 25 edizioni (fino al 1990, ultimo anno in cui si presentò come squadra a sé stante) gli atleti della DDR conquistarono ben 34 dei 76 titoli messi in palio per un totale complessivo di 87 medaglie. Nel periodo in questione, oltre alle medaglie del 1962, i tedeschi orientali conquistarono i titoli nel singolo donne ad Imst 1963 ancora con Ilse Geisler, a Davos 1965 ed Hammarstrand 1967 con Ortrun Enderlein ed a Schönau am Königssee 1969 con Petra Tierlich; nella prova individuale riservata agli uomini Thomas Köhler bissò nel 1967 il titolo ottenuto nel 1962, mentre nella specialità del doppio vinsero la medaglia d'oro nel 1965 grazie a Wolfgang Scheidel e Michael Köhler, fratello di Thomas, e nel 1967 proprio con quest'ultimo insieme a Klaus-Michael Bonsack.
Ancor più significativo, in termini di percentuali, è il raffronto dei podi ai Giochi olimpici: nelle 18 gare disputate dalla squadra tedesca orientale questa conquistò 13 medaglie d'oro, 8 d'argento e 8 di bronzo. In questo computo non vengono presi in considerazione i risultati ottenuti ad Innsbruck 1964, edizione in cui lo slittino fece il suo esordio olimpico e nella quale gli atleti tedeschi orientali e quelli occidentali parteciparono congiuntamente all'evento sotto il nome di Squadra Unificata Tedesca -con questa denominazione infatti le formazioni della Germania Est e della Germania Ovest presero parte con un'unica rappresentativa sia alle Olimpiadi estive sia a quelle invernali nelle edizioni del 1956, del 1960 e del 1964-, altrimenti il dato sarebbe ancor più cospicuo: in quella circostanza gli atleti dell'Est conquistarono i primi due gradini del podio sia nella gara del singolo femminile, grazie ad Ortrun Enderlein ed Ilse Geisler, sia in quella del singolo maschile, con Thomas Köhler e Klaus-Michael Bonsack.
I Giochi di Grenoble 1968, i primi per la formazione DDR, videro la conquista delle medaglie d'argento e di bronzo nel singolo maschile per merito rispettivamente di Thomas Köhler e Klaus-Michael Bonsack -che scesero di un gradino rispetto alle posizioni raggiunte nella precedente rassegna olimpica- e la vittoria del doppio con la coppia formata dagli stessi Köhler e Bonsack. A rendere meno brillanti questi -ma pure i successivi- risultati che hanno visto gli atleti della Germania Est ergersi a dominatori del panorama slittinistico mondiale vi furono alcune pesanti ombre: oltre al famigerato doping di Stato, del quale lo stesso Thomas Köhler, che dopo il ritiro dalle competizioni divenne allenatore della squadra di slittino e fu membro del Comitato Olimpico nazionale della DDR e della Federazione Tedesca di Ginnastica (BTSD), trattò nella sua autobiografia Zwei Seiten der Medaille. Thomas Köhler erinnert sich (I due lati della medaglia. Ricordi di Thomas Köhler), spiegando quanto questa pratica fosse diffusa ed effettuata con la complicità degli stessi atleti già dai primi anni '70, nonché di come questa fosse estesa anche ai minorenni, minimizzando però sui rischi e sulle conseguenze che l'uso prolungato di sostanze dopanti ha avuto sulla salute degli atleti e descrivendo l'utilizzo del doping come quasi necessario affinché una piccola nazione come la Germania orientale potesse competere contro le superpotenze sportive dell'epoca. L'altra macchia riguarda alcuni trucchi per alterare le slitte, assolutamente vietati dal regolamento della FIL, che nello specifico consistevano nel riscaldare la lamina dei pattini, rendendo così minore l'attrito della lama sul ghiaccio e consentendo una maggiore velocità dell'attrezzo; benché i controlli all'epoca non fossero rigorosi e codificati come quelli odierni e dunque solo incidentalmente la giuria si potesse accorgere di queste irregolarità, per questa pratica fu squalificato Horst Hörnlein ai mondiali di Hammarstrand 1967, che creò con la sua slitta una piccola pozza d'acqua attendendo dal cancelletto di partenza il pista libera da parte dei giudici dopo che un incidente occorso all'atleta che aveva preso il via immediatamente prima aveva interrotto il normale avvicendarsi degli atleti lungo il tracciato, e soprattutto le tre atlete in gara proprio alle Olimpiadi del 1968 furono estromesse dalla competizione grazie all'intervento del presidente della giuria, che prima del via della terza discesa delle tedesche orientali Ortrun Enderlein, Anna-Maria Müller ed Angela Knösel -le quali si trovavano rispettivamente in prima, seconda e quarta posizione-, si accertò personalmente che le lame dei loro attrezzi erano state riscaldate: dapprima avvicinando la mano ai pattini e successivamente accostandovi della neve, che sciogliendosi fugò ogni ulteriore dubbio circa la manomissione delle slitte.

### Gli anni '70
Il dominio della DDR perdurò costantemente anche lungo tutti gli anni '70, toccando il suo picco negli anni 1972 e 1973 dove, tra olimpiadi e mondiali, gli slittinisti tedeschi orientali portarono a casa ben sedici delle diciotto medaglie assegnate. Tra i più prolifici interpreti di quel periodo si possono annoverare i doppi composti da Horst Hörnlein e Reinhard Bredow -campioni olimpici a Sapporo 1972, pari merito con il doppio azzurro formato da Paul Hildgartner e Walter Plaikner, vincitori della medaglia d'oro ai mondiali di Oberhof 1973 e agli europei di Hammarstrand 1970 e di Schönau am Königssee 1972-, da Hans Rinn e Norbert Hahn -due volte medaglia d'oro ai Giochi: a Innsbruck 1976 e a Lake Placid 1980, vincitori del titolo iridato a Igls 1977 e di quello continentale in quattro differenti occasioni: a Schönau am Königssee 1973, a Valdaora 1975, a Hammarstrand 1978 e a Valdaora 1980-, dai fratelli Bernd e Ulrich Hahn -per tre volte campioni del mondo: a Schönau am Königssee 1974, a Hammarstrand 1975 e a Hammarstrand 1981-; nel singolo uomini, oltre agli stessi Hans Rinn -che vinse il bronzo olimpico a Innsbruck 1976 oltre ai titoli iridati a Oberhof 1973 e a Igls 1977 e quelli europei a Schönau am Königssee 1973, a Imst 1974 e a Oberhof 1979- e Horst Hörnlein -oro europeo a Imst 1971- altri atleti capaci di primeggiare furono Wolfgang Scheidel -vincitore del titolo olimpico a Sapporo 1972 nonché già campione del mondo nel doppio nel 1965-, Dettlef Günther -oro ai Giochi di Innsbruck 1976, ai mondiali di Schönau am Königssee 1979 e agli europei di Valdaora 1975-, Harald Ehrig -secondo a Sapporo 1972 e campione europeo a Hammarstrand 1970-, Wolfram Fiedler -bronzo ai giochi di Sapporo 1972 sia nel singolo sia nel doppio in coppia con Klaus-Michael Bonsack, vincitore di una medaglia d'oro iridata a Hammarstrand 1975 e due volte primo ai campionati continentali a Schönau am Königssee 1972 e a Hammarstrand 1976-. Nel singolo femminile la squadra della DDR fu rappresentata da atlete del calibro di Anna-Maria Müller -prima ai Giochi di Sapporo 1972 e agli europei a Hammarstrand 1970-, Margit Schumann -oro olimpico a Innsbruck 1976 e bronzo nell'edizione precedente, quattro volte consecutive campionessa mondiale: a Oberhof 1973, a Schönau am Königssee 1974, a Hammarstrand 1975 e a Igls 1977 e per tre volte di fila oro europeo: a Schönau am Königssee 1973, a Imst 1974 e a Valdaora 1975- e Ute Rührold -medaglia d'argento ai Giochi sia a Sapporo 1972 sia a Innsbruck 1976 e vincitrice del titolo continentale a Schönau am Königssee 1972.

### Gli anni '80 e la riunificazione tedesca
Durante tutti gli anni '80 e fino alla riunificazione della Germania gli alfieri dell'Est continuarono a dettare legge, soprattutto in campo femminile: le slittiniste della DDR portarono a casa infatti 2 titoli olimpici, 6 mondiali, 5 europei e 6 Coppe del Mondo, il tutto per merito di atlete quali Melitta Sollmann -che bissò le vittorie dell'europeo e del mondiale ottenute nel 1979 rispettivamente a Valdaora 1980 e a Hammarstrand 1981, oltre all'argento ai Giochi di Lake Placid 1980-, Steffi Martin -bicampionessa olimpica a Sarajevo 1984 e a Calgary 1988, due volte vincitrice dell'oro iridato a Lake Placid 1983 e a Oberhof 1985 e della Coppa del Mondo nel 1983/84-, Bettina Schmidt -anch'essa trionfatrice dell'edizione di Coppa 1983/84 con lo stesso punteggio della Martin, medaglia d'argento alle Olimpiadi di Sarajevo 1984 e campionessa d'Europa a Winterberg 1982-, Ute Oberhoffner -terza classificata ai Giochi di Sarajevo 1984 e seconda in quelli di Calgary 1988, due volte vincitrice della sfera di cristallo: nel 1982/83 e nel 1988/89 e oro europeo a Schönau am Königssee 1988-, Cerstin Schmidt -bronzo olimpico a Calgary 1988, oro ai mondiali di Igls 1987 e agli europei di Hammarstrand 1986 e per due volte prima in Coppa del Mondo: nel 1984/85 e nel 1986/87-, Susi Erdmann -vincitrice del titolo iridato a Winterberg 1989 e di quello continentale a Igls 1990- e Gabriele Kohlisch -campionessa mondiale a Calgary 1990. Nell'individuale uomini i migliori risultati furono ottenuti da Bernhard Glass -campione olimpico a Lake Placid 1980-, Jens Müller -medaglia d'oro ai Giochi di Calgary 1988-, Michael Walter -vincitore del titolo iridato a Oberhof 1985 e della Coppa del Mondo nel 1983/84- e Uwe Handrich -primo classificato agli europei di Winterberg 1982-, mentre nella specialità biposto, -oltre alla coppia formata da Hans Rinn e Norbert Hahn e a quella costituita dai fratelli Bernd e Ulrich Hahn, che dominarono le annate 1980 e 1981 vincendo il titolo olimpico, quello europeo e quello mondiale-, i doppi più vincenti sono stati quelli composti da Jörg Hoffmann e Jochen Pietzsch -oro ai Giochi di Calgary 1988 e bronzo in quelli precedenti di Sarajevo 1984, tre volte campioni del mondo: a Lake Placid 1983, a Oberhof 1985 e a Igls 1987, vincitori della Coppa del Mondo nel 1983/84 e primi agli europei di Igls 1990- e da Stefan Krauße e Jan Behrendt -secondi alle Olimpiadi di Calgary 1988 e primi ai mondiali a Winterberg 1989-; gli stessi Erdmann, Kohlish, Müller, Krauße e Behrendt continuarono a ottenere prestigiosi riconoscimenti anche negli anni successivi gareggiando per la nazionale tedesca dopo la riunificazione della Germania.
Agli europei di Schönau am Königssee 1988 fece il suo debutto la gara a squadre e la formazione tedesca orientale conquistò la medaglia d'argento; la squadra della Germania Est replicò la seconda posizione pure ai mondiali di Winterberg 1989, mentre nel 1990 vinse sia il titolo europeo a Igls -per merito di Jens Müller, René Friedl, Susi Erdmann, Sylke Otto, Jörg Hoffmann e Jochen Pietzsch- sia quello mondiale a Calgary -grazie a Jens Müller, Thomas Jacob, Susi Erdmann, Gabriele Kohlisch, Jörg Hoffmann e Jochen Pietzsch-.
La caduta del Muro di Berlino diede la spinta definitiva alla riunificazione tedesca che avvenne ufficialmente il 3 ottobre 1990, portando la fusione delle due nazionali dell'Est e dell'Ovest in una nuova definitiva Germania a partire dalla stagione 1990/91.